# Sealy (Teksas)
Sealy je grad u američkoj saveznoj državi Teksas. Prema popisu stanovništva iz 2010. u njemu je živjelo 6.019 stanovnika.